# Сафиуллин, Марс Галимович
Марс Галимович Сафиуллин (12 марта 1952, Кенгер-Менеуз, Башкирская АССР — 16 сентября 2019, Уфа) — артист Башкирской филармонии. Народный артист Башкирской АССР (1989).

## Биография
Сафиуллин Марс Галимович родился 12 марта 1952 года в селе Кенгер-Менеуз Бижбулякского района Башкирской АССР.
В 1970 году окончил Республиканское культурно-просветительское училище в г. Стерлитамаке (педагоги К. С. Цыганкова, В. А. Цыпляков). По окончании Стерлитамакского культпросветучилища уехал работать в село Бижбуляк работать методистом в районном Доме культуры.
Работая в Бишбуляке, участвовал в Республиканских конкурсах художественной самодеятельности в г. Уфе, где и был приглашён на работу в Башкирский государственный академический ансамбль танца имени Файзи Гаскарова.
С 1973 года — солист Ансамбля народного танца имени Ф.Гаскарова, с 1991 года — репетитор танцев Уфимского татарского театра «Нур», с 1995 по 1998 годы — солист балета Башкирской государственной филармонии имени Хусаина Ахметова.
Вёл педагогическую деятельность — в 1991—1995 годах преподавал в Уфимском государственном институте искусств, позже — в Уфимском училище искусств, хореографическом училище и институте искусств Уфы.

## Репертуар
Сольные танцы «Бүләк» («Подарок»), «Гульназира», «Дуҫлыҡ» («Дружба»), «Зарифа», «Һунарсы» («Охотник»; см. «Перовский») и др.

## Награды и звания
- Заслуженный артист Башкирской АССР (1983).
- Народный артист Башкирской АССР (1989)
 .